# Мобилни телефон
Мобилни телефон је преносиви уређај за комуникацију. Главна комуникацијска функција је гласовна комуникација, али са развојем технологије мобилни телефон је добио још функција као што су SMS, MMS и интернет. Мобилни телефон је преносиви телефон који може упућивати и примати позиве преко радио-фреквенцијске везе док се корисник креће унутар подручја телефонске услуге. Радиофреквентна веза успоставља везу са комутационим системима мобилног оператера, што омогућава приступ јавној комутираној телефонској мрежи (PSTN). Савремене услуге мобилних телефона користе архитектуру ћелијске мреже, те се стога мобилни телефони у Северној Америци називају целуларним телефонима или цел телефонима. Осим телефоније, дигитални мобилни телефони (2G) подржавају низ других услуга, попут текстуалних порука, MMS, е-поште, приступа интернету, бежичне комуникације кратког домета (инфрацрвена, блутут), пословних апликација, видео игара и дигиталне фотографије. Мобилни телефони који нуде само те могућности познати су као телефони са функцијама; мобилни телефони који нуде знатно напредније рачунарске могућности називају се паметни телефони.
Развој технологије интеграције великих димензија метал-оксид полупроводника (MOS), теорија информација и ћелијско умрежавање довели су до развоја приступачних мобилних комуникација. Први ручни мобилни телефон демонстрирали су Џон Ф. Мичел и Мартин Купер из Мотороле 1973. године, користећи слушалицу тежине око 2 килограма (4,4 lbs). Године 1979, Нипон телеграф и телефон (NTT) покренуо је прву светску мобилну мрежу у Јапану. Године 1983, ДајнаТАК 8000x је био први комерцијално доступан ручни мобилни телефон. Од 1983. до 2014. претплате за мобилне телефоне у свету порасле су на преко седам милијарди; довољно да се обезбеди један за сваку особу на Земљи. У првом кварталу 2016. године, највећи произвођачи паметних телефона у свету били су Самсунг, Епл и Хуавеј; продаја паметних телефона представљала је 78 одсто укупне продаје мобилних телефона. За телефоне са функцијама (сленг: „дамфонс”) према подацима из 2016. најпродаванији брендови били су Самсунг, Нокиа и Алкател.

## Историја
Развој технологије интеграције великих димензија метал-оксид полупроводник (MOS), теорија информација и ћелијско умрежавање довели су до развоја приступачних мобилних комуникација, и уређаја као што је телефон за аутомобиле. Прве мобилне ручне мобилне телефоне демонстрирали су Џон Ф. Мичел и Мартин Купер из Мотороле 1973. године, користећи слушалицу тешку 2 kg (4,4 lb). Прва аналогна комерцијална аутоматизована ћелијска мрежа (1G) лансиран је у Јапану од стране Нипон телеграфа и телефона 1979. Томе је следило 1981. истовремено лансирање система Нордијске мобилне телефоније (NMT) у Данској, Финској, Норвешкој и Шведској. Неколико других земаља је затим уследило почетком до средине 1980-их. Ови системи прве генерације (1G) могли су да подржавају далеко више истовремених позива, мада су и даље користили аналогну мобилну технологију. Године 1983. ДајнаТАК 8000x је био први комерцијално доступан ручни мобилни телефон.
Дигиталне ћелијске мреже појавиле су се деведесетих година прошлог века, што је омогућено широким усвајањем RF појачавача снаге заснованих на MOSFET-у (енергетски MOSFET и LDMOS) и RF кола (RF CMOS), што је довело до увођења дигиталне обраде сигнала у бежичним комуникацијама. Године 1991, Радиолинја је у Финској лансирала другу генерацију (2G) дигиталне ћелијске технологије према GSM стандарду. Ово је изазвало конкуренцију у овом сектору јер су нови оператери конкурисали постојећим оператерима 1G мреже. GSM стандард је европска иницијатива изражена на CEPT („Conférence Européenne des Postes et Telecommunications”, Европска поштанска и телекомуникациона конференција). Француско-немачка сарадња на пољу истраживања и развоја показала је техничку изводљивост, и 1987. године потписан је Меморандум о разумевању између 13 европских земаља које су пристале да покрену комерцијалну услугу до 1991. Прва верзија стандарда GSM (=2G) имала је 6.000 страница. IEEE и RSE доделили су Томасу Хаугу и Филипу Дипују медаљу Џејмс Клерк Максвел 2018. за њихов допринос првом стандарду дигиталних мобилних телефона. У 2018. години GSM је користило преко 5 милијарди људи у преко 220 земаља. GSM (2G) је еволуирао у 3G, 4G и 5G. Стандардизационо тело за GSM започело је радну групу CEPT-а (Гроуп Специал Мобиле) 1982. године под окриљем CEPT-а. Године 1988, успостављен је ETSI и све активности стандардизације CEPT-а пренете су на ETSI. Радна група GSM-а постала је Технички комитет GSM-а. Године 1991. то је преименовано у Технички комитет SMG (Посебна мобилна група) када је ETSI задужио Одбор за UMTS (3G).
Литијум-јонска батерија, неопходан извор енергије за савремене мобилне телефоне, бала је комерцијализована заслугом предузећа Сони и Асахи Касеј 1991. Године 2001, предузеће NTT DoCoMo је лансирало трећу генерацију (3G) у Јапану према WCDMA стандарду. Након тога су уследили 3,5G, 3G+ или турбо 3G побољшања заснована на породици пакета приступа великом брзином (HSPA), омогућавајући UMTS мрежама већу брзину преноса података и капацитет.